# Соколів (Стрийський район)
Соколів — колишнє містечко, потім село Стрийського повіту, знищене в період Другої світової війни. Центр Соколівської ґміни. Родове «гніздо» боярів, потім шляхтичів, графів Дідушицьких.

## Географія
На південь від колишнього села розташовані Малі Дідушичі, на південний захід — Великі Дідушичі, на північній схід — Лани (тепер Лани-Соколівські), на схід — Подорожнє.

## Історія
Під час війни Хмельницького було спалене чи спустошене у 1650-51 роках (як і Великі Дідушичі, Лани-Соколівські).
У 1699 році король Август ІІ видав для містечка привілей, яким воно отримувало право на 2 ярмарки і тижневі торги.
1890 року земський маєток Соколів та Дідушичі, який певний час був власністю графа Олександра Дідушицького, у дружини князя Романа Чорторийського купив Станіслав Матковський.
24 квітня 1947 р. було ліквідовано Соколівську сільську раду, а територію віднесено до сільської ради в селі Лани-Соколівські.
У містечку був водяний млин, залишки якого можна було бачити донедавна.

## Пам'ятки
- Замок
- Дворище
- Церква святого Миколая
- Костел святого Миколая